# Wirada tijuca
Wirada tijuca är en spindelart som beskrevs av Claude Lévi 1967. Wirada tijuca ingår i släktet Wirada och familjen klotspindlar. Inga underarter finns listade i Catalogue of Life.